# HD 114729 b
HD 114729 b es un planeta extrasolar que se encuentra a aproximadamente 114 años luz en la constelación de Centaurus. Este planeta es probablemente ligeramente menos masivo que Júpiter. Se trata de un Júpiter excéntrico, con la órbita más lejana que el famoso 51 Pegasi b, y muy ovalada. La media de distancia de la estrella es 2,11 UA, aproximadamente el doble de la de la Tierra con respecto al Sol